# Helicina
Helicina é um gênero de gastrópodes terrestres da família Helicinidae. Nativo das Américas e de ilhas do Pacífico.

## Espécies
Algumas espécies desse gênero:
- Helicina rostrata - Guatemala e Nicarágua.
- Helicina schereri - Brasil.[1]